# Abracadabra (videojuego)
Abracadabra es un videojuego de aventura conversacional desarrollado por Odisea Software y publicado por Proein Soft Line para Amstrad CPC, MSX y ZX Spectrum en 1988 solo en Idioma español.

## Trama
En el año 1209, un caballero llamado Clus d'Eledorf fue embrujado por la celosa Reina Saligia, enamorada de él, para convertirse en un fantasma que acechaba el Castillo Burgenfels hasta que él le confesase su amor. El juego está dividido en dos partes. En la primera, Clus tiene que encontrar una manera de deshacerse de la bruja, romper la maldición y escapar de su prisión. En la segunda parte, Clus necesita buscar y rescatar a su amada princesa Violeta del bosque de Greenwald. 

## Recepción
El juego fue bien recibido por la prensa de videojuegos española. MicroHobby lo calificó como un "una excelente aventura con un gran nivel de calidad gráfica y lo que es mucho más importante una sensacional ambientación y desarrollo". Micromania le otorgó una puntuación de 8/10 destacando el apartado de originalidad y comentó que "agradecer que cada vez haya más gente dispuesta a programar aventuras conversacionales en español y de calidad."